# Kevin Bokeili
Kevin Bokeili, né le 8 février 1963 à Beyrouth et décédé le 7 avril 2014 à Paris 13e, est un écrivain français, connu notamment pour sa trilogie Gorck’s Land et la saga Timeport. Son œuvre fait se rencontrer mythologie, science-fiction, ufologie. Le thème de l’uchronie est également très présent dans son œuvre.

## Biographie
Il est né à Beyrouth le 8 février 1963. Dès l'âge de 10 ans, il fuit la guerre qui ravage alors son pays. Il s’établit à Genève pour commencer et, après ses études, il déménage aux États-Unis où il s’essaye pour la première fois à l’écriture, sous forme de scénario. Cependant, c’est la langue et le pays de Molière que l’auteur finit par adopter, et c’est sous la forme de roman que son œuvre voit le jour avec le premier tome de la trilogie Gorck’s Land (Le Temple de Salomon), qu’il autoédita en 2003. Le titre fut publié par la suite par les éditions Quatrième Zone en 2004, ainsi que deux tomes de la saga Timeport – Chronogare 2044 et le tome II de la trilogie Gorck’s Land (Invasion Xilf).
Les œuvres de Kevin Bokeili sont profondément marquées par la guerre qu’il eut à subir durant son enfance et ses conséquences sur sa vie. Sous couvert de science-fiction et d’êtres venus d’ailleurs (dans lesquels il semble s’identifier dans le tome I de la trilogie Gorck’s Land), l’auteur dénonce l’antisémitisme, le fondamentalisme, les guerres de religion et surtout le terrorisme, dont « Peter Brinks » son personnage principal est victime; un orphelin de la bêtise des hommes qui garde malgré tout une foi inébranlable envers ses semblables. Un optimisme dans la jeune génération que l’auteur réitère dans Timeport, son second roman, dont l’action se déroule dans un futur proche où la guerre est définitivement bannie des us et coutumes…

## Écriture
Son style d'écriture est simple, facile et sans artifices, où se mêlent différents genres, notamment la saga d'aventure, la science-fiction, le conte et la mythologie.
La construction des écrits de Kevin Bokeili est indéniablement inspirée de l’écriture cinématographique, et du cinéma Américain plus particulièrement, où l’action prime sur le dialogue. Les histoires sont nerveuses, pleines de rebondissements, de chausse-trappes et les descriptions presque filmées. Cela vient certainement du fait que les trois titres parus à ce jour, sont des adaptations d’écrits destinés à l’origine pour le grand ou le petit écran.
De plus, ses romans s'entrecroisent. On retrouve ainsi des personnages comme Inka à la fois dans la saga Timeport que dans le tome II de la trilogie Gorck’s Land.
L'uchronie, les voyages à travers le temps et les dimensions parallèles sont décidément les thèmes de prédilection de l’auteur. Ses personnages principaux, dans un esprit à la « Comics/Marvel » sont à la fois sombres et enfantins. Kevin Bokeili est incontestablement un auteur pour la jeunesse 14/16 ans.

## Œuvres
- Gorck's Land - tome I (Le Temple de Salomon) - 2004 éditions Quatrième Zone
- Timeport - tome I (Chronogare 2044) - 2005 éditions Quatrième Zone
- Gorck's Land - tome II (Invasion Xilf) - 2006 éditions Quatrième Zone
- Timeport - tome II (Speed & Rock'n Roll) - 2008 éditions Quatrième Zone